# Graphicoglaucytes
Graphicoglaucytes is een kevergeslacht uit de familie van de boktorren (Cerambycidae). De wetenschappelijke naam van het geslacht werd voor het eerst geldig gepubliceerd in 1970 door Breuning.

## Soorten
Graphicoglaucytes is monotypisch en omvat slechts de volgende soort:
- Graphicoglaucytes graphica (Boisduval, 1835)